# Александър Маринков
Александър Павлов Маринков е български офицер, разузнавач, Полковник. 

Дългогодишен служител на разузнаването (ПГУ-ДС) и контраразузнаването (ВГУ-ДС). Ръководител на резидентурна група в Берн, първи зам.-началник на Висшата специална школа „Г. Димитров“ – МВР. През 1962-1963 ръководи оперативната група, която разкрива шпионската дейност на американския агент Иван-Асен Георгиев. Почива през 2002 година в гр. София. 